# Мариборська синагога
Мариборська синагога — історична будівля однієї з найстаріших синагог в Європі. За старшинством Мариборська синагога вважається другою після празької Старонової синагоги. Розташовується в Словенії в місті Марибор на вулиці Жидівська, будинок 4.
Перша згадка припадає на 1429 рік. Одним з рабинів, що служили в синагозі, був Рішон Іссерлейн Ісраель бен Птаха (1390—1460). У березні 1496 року на вимогу зборів станів у Мариборі імператор Священної Римської імперії Максиміліан I видав едикт про вигнання євреїв зі Штирії і Каринтії, який набрав чинності в січні 1497 року. Після вигнання юдеїв будівля стала використовуватися як католицький костел Всіх Святих.
Нині в синагозі розташовується краєзнавчий музей.